# Манекен
Манеке́н (фр. mannequin, от нидерл. mannekijn — человечек) — изделие, имитирующее форму тела человека: мужчины, женщины или ребёнка.

## Виды
Манекены изготавливаются из дерева, папье-маше, пластика и других материалов.

### Портновские
Портновские манекены используются при проектировании и пошиве одежды. Различают следующие их виды:
- Раздвижной — имеет регуляторы размера фигуры.
- Нераздвижной (мягкий и твёрдый) — профессиональный портновский манекен отраслевого стандарта, используемый в ателье и на швейных предприятиях.

В конструировании одежды существует способ получения деталей одежды путём наколки ткани булавками на манекене (муляжный метод конструирования).

### Демонстрационные
Предназначены для показа одежды в магазинах.

### Для художников
Деревянная кукла с подвижными руками и ногами, применяемая художниками для зарисовки различных человеческих поз, одежды.

### Испытательные
Манекены используются в краш-тестах. Делается это с 50-х годов XX века. Один из самых известных принадлежит компании Volkswagen — лысый манекен в оранжевом комбинезоне, выпускается с 1967 года. Сейчас для краш-тестов требуется целая «семья» манекенов («папа», «мама», «подросток», «младенец»). Они максимально учитывают анатомические особенности строения человеческого тела, что позволяет оценить степень и характер получаемых травм. Самые чувствительные краш-манекены делаются в Японии, Стоимость — 10—15 тыс. долларов.

### Тренировочные
Манекены (фантомы) служат для обучения студентов в медицинских ВУЗах и на курсах по оказанию первой помощи.
Существует специализированный тренировочный манекен под названием «Поперхнувшийся Чарли» (англ. Choking Charlie), на котором отрабатывается приём Геймлиха — толчки под диафрагму для удаления инородных предметов из дыхательных путей. При правильном выполнении приёма, манекен отплёвывается искусственными кусочками пищи.
Манекены оказания первой доврачебной помощи пострадавшим используют в МЧС. Их зовут Яшка и Гоша. Яшку делают из ваты, резины или дерева и спасают на учениях из-под обломков зданий, вытаскивают из воды, эвакуируют при пожаре. Гоша — манекен-тренажёр, которому оказывается первая помощь — массаж сердца, дыхание рот в рот, накладываются шины и гипс на повреждённые конечности. На Украине производится манекен-тренажёр для отработки приёмов первой помощи «Тарас», оборудованный индикацией действий на груди и имеющий возможность подключения к компьютеру. Из манекенов зарубежного производства используется норвежский тренажёр «Оживлённая Анна», к которой можно присоединить конечности (натурального размера) с имитацией различных травм и ранений.
Роботы-тренажёры для оказания первой помощи (реанимационные тренажёры, тренажёры для ИВЛ и НМС) также активно используются службами охраны труда и учебными центрами предприятий. Работники предприятий на тренажёрах первой помощи пострадавшим отрабатывают навыки спасения человека в чрезвычайных происшествиях.

### Криминалистика, судебная медицина
Манекены также широко используются при проведении следственных экспериментов, криминалистических и судебно-медицинских экспертиз, когда экспериментальные исследования не требуют демонстрации динамики события живыми людьми, либо при угрозе их жизни и здоровью.

### В военном деле
В окопной фазе Первой мировой войны британские войска использовали манекены для обнаружения снайперов противника и обмана вражеской разведки. Манекены солдат, изготовленные из папье-маше и одетые в военную форму сикхов и гуркхов выставлялись из окопов. При этом во рту у некоторых из манекенов имелось отверстие для сигареты, которая раскуривалась через резиновый шланг, которым управлял прятавшийся под манекеном солдат. Введённый в заблуждение снайпер противника делал выстрел, чем демаскировал свою позицию.